# Fleur de fougère
Ne doit pas être confondu avec Fleur de fougère (film).

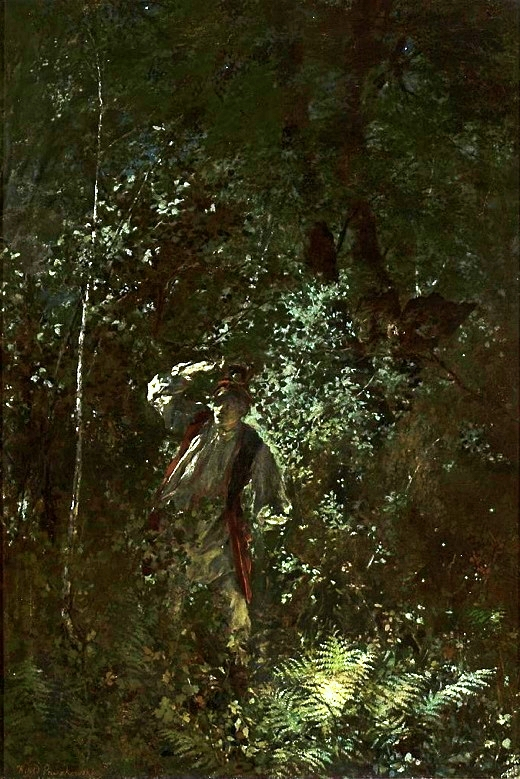
Fleur de fougère (la nuit de la Saint-Jean), de Witold Pruszkowski, 1875, Musée national de Varsovie.

La fleur de fougère est une fleur légendaire qui apparaît dans le folklore et les mythologies des pays de l'Europe de l'Est, dans la mythologie slave et dans celle des pays baltes. Dotée de propriétés magiques bienfaisantes, elle passe pour ne pousser qu'une fois par an, la nuit du solstice d'été. La fleur est purement imaginaire puisque les fougères n'en produisent pas, mais sa légende a inspiré artistes et écrivains jusqu'à nos jours.

## En Estonie
Dans le folklore d'Estonie, la fleur de fougère est liée aux croyances et aux rites de la fête de la Saint-Jean. Cette légende apparaît dans des romans inspirés par le folklore estonien, notamment La Fiancée du loup d'Aino Kallas (1928), qui la traite sur le mode sérieux, ou L'Homme qui savait la langue des serpents d'Andrus Kivirähk (2007), qui en fait la parodie en présentant la fleur comme une légende pour gens crédules.

## En France
Un court récit Le Secret de la fleur de fougère a été recueilli par le folkloriste et écrivain français Henri Pourrat auprès de Claude Dravaine en décembre 1948, au cours de la collecte de contes et de récits entreprise par Pourrat en Auvergne. Il a été publié dans les Contes et récits du Livradois en 1989. C'est un récit bref et poétique au style elliptique, qui évoque des sauvages connaissant le secret de la fleur de fougère.

## Dans les arts
Au cinéma, le cinéaste russe Ladislas Starevitch a consacré à cette légende un court métrage d'animation, Fleur de fougère, en 1949.